# Ди Джей Ашба
Даррен Джей Ашба, более известный как Ди Джей Ашба (англ. DJ Ashba) — американский музыкант, гитарист, композитор, саунд-продюсер.
Ди Джей Ашба является гитаристом группы Sixx:A.M., основанной в 2007 году бас-гитаристом Motley Crue Никки Сиксом. Он также был одним из авторов и сопродюсеров альбома Motley Crue Saints of Los Angeles (2008).
С 2009 по 2015 годы Ашба был одним из гитаристов рок-группы Guns N' Roses. Он является выходцем из Индианы, как и вокалист Эксл Роуз. Ашба заменил гитариста Робина Финка, который записал с Guns N' Roses альбом Chinese Democracy, но затем покинул группу, чтобы воссоединиться с Nine Inch Nails. Ашба был частью концертного состава группы, но до записи студийного альбома дело так и не дошло. В 2015 году Ашба ушёл из Guns N' Roses, «чтобы посвятить себя собственной группе Sixx:A.M., своей обожаемой жене и семье».